# Orizzonti di gloria
Orizzonti di gloria (Paths of Glory) è un film del 1957 co-sceneggiato e diretto da Stanley Kubrick. Tratto dall'omonimo romanzo di Humphrey Cobb, il film è ambientato durante la prima guerra mondiale e vede Kirk Douglas nei panni del colonnello Dax, un ufficiale comandante di soldati francesi che si rifiutano di continuare un attacco suicida, dopo il quale Dax tenta di difenderli contro un'accusa di codardia in una corte marziale.
Proiettato in anteprima a Monaco di Baviera il 1º novembre 1957 e distribuito negli Stati Uniti a Natale dalla United Artists, il film fu lodato dalla critica. Nel 1992 fu scelto per la conservazione nel National Film Registry della Biblioteca del Congresso in quanto "culturalmente, storicamente o esteticamente significativo.
Il titolo originale Paths of Glory ("Sentieri di gloria") è tratto da un verso dell'Elegia scritta in un cimitero campestre del poeta settecentesco Thomas Gray: «Paths of glory lead not but the grave» ("i sentieri di gloria non conducono che alla tomba").

## Trama
Nel 1916, in uno château francese, il generale Georges Broulard, un membro dello stato maggiore francese, chiede al suo subordinato, l'ambizioso generale Paul Mireau, di inviare la sua divisione in una missione suicida per conquistare una posizione tedesca ben difesa chiamata "Formicaio". Mireau inizialmente rifiuta, adducendo l'impossibilità del successo, ma quando Broulard menziona una potenziale promozione, Mireau si convince rapidamente che l'attacco avrà successo. Mireau procede attraverso le trincee, chiedendo a diversi soldati se sono pronti a uccidere altri tedeschi e cacciando dal reggimento uno che mostra segni di shell shock. Mireau lascia la pianificazione dettagliata dell'attacco al colonnello Dax del 701º reggimento, nonostante Dax obietti che l'unico risultato dell'attacco sarà quello di indebolire l'esercito francese con pesanti perdite senza alcun beneficio.
Prima dell'attacco un tenente ubriaco, di nome Roget, che conduceva una missione di ricognizione notturna, manda avanti uno dei suoi due uomini. Sopraffatto dalla paura in attesa del ritorno dell'uomo, Roget lancia una granata e si ritira. Il caporale Paris, l'altro soldato in missione, trova il corpo del ricognitore, che è stato ucciso dalla granata, e affronta Roget, il quale nega qualsiasi illecito e falsifica il suo rapporto al colonnello Dax. La mattina dopo, l'attacco al Formicaio è un fallimento. Dax guida la prima ondata di soldati nella terra di nessuno sotto un fuoco pesante. Nessuno degli uomini raggiunge le trincee tedesche e la Compagnia B rifiuta di lasciare la propria trincea dopo aver subito pesanti perdite. Mireau, infuriato, ordina alla sua artiglieria di aprire il fuoco su di loro per costringerli sul campo di battaglia. Il comandante di artiglieria rifiuta di sparare ai propri uomini senza conferma scritta dell'ordine. Nel frattempo Dax ritorna alle trincee e cerca di radunare la Compagnia B perché si unisca alla battaglia, ma mentre si arrampica fuori dalla trincea, il corpo di un soldato francese morto lo investe.
Per deviare la colpa del fallimento, Mireau decide di far processare dalla corte marziale 100 soldati per codardia. Broulard lo convince a ridurre il numero a tre, uno per ogni compagnia. Il caporale Paris viene scelto perché il suo ufficiale comandante, Roget, desidera impedirgli di testimoniare sulle sue azioni nella missione di ricognizione; il soldato Ferol viene scelto dal suo ufficiale comandante perché "socialmente indesiderabile"; l'ultimo uomo, il soldato Arnaud, è stato scelto tramite estrazione a sorte nonostante avesse ricevuto due menzioni per eroismo in precedenza. Dax, che nella vita civile era un avvocato penalista, si offre volontario per difendere gli uomini. Il processo tuttavia è una farsa. Non vi è alcuna accusa scritta formale, non è presente uno stenografo e la corte si rifiuta di ammettere prove a sostegno dell'assoluzione. Nella sua dichiarazione conclusiva, Dax denuncia il processo: "Signori della corte, dichiarandoli colpevoli commettereste un delitto che vi ossessionerebbe fino alla fine dei vostri giorni". Tuttavia, i tre uomini sono condannati a morte.
La notte prima dell'esecuzione programmata, Dax si confronta con Broulard a un ballo mostrandogli dichiarazioni giurate di testimoni che attestano l'ordine di Mireau di sparare alle proprie trincee, nel tentativo di ricattare lo stato maggiore per risparmiare i tre uomini. Broulard accetta le dichiarazioni, ma congeda bruscamente Dax. La mattina dopo, i tre uomini vengono portati fuori per essere fucilati. Dax, sapendo perché Roget abbia scelto Paris, lo costringe a guidare l'esecuzione. Mentre un singhiozzante Ferol viene bendato, Paris rifiuta la benda di Roget e reagisce ambiguamente alle miti scuse del superiore. Arnaud, nel frattempo, è incosciente a causa di un pugno ricevuto da Paris in prigione e deve essere portato in barella per poi essere legato ad un palo. Tutti e tre gli uomini vengono quindi giustiziati.
A seguito delle esecuzioni, Broulard fa colazione con il gongolante Mireau, al quale rivela di aver invitato Dax a partecipare. Broulard dice poi a Mireau che verrà indagato per aver dato l'ordine di sparare ai propri uomini. Mireau si precipita fuori, protestando per essere diventato un capro espiatorio. Broulard offre quindi allegramente il comando di Mireau a Dax, supponendo che i tentativi di Dax di fermare le esecuzioni fossero uno stratagemma per ottenere il lavoro di Mireau. Scoprendo che Dax era in realtà sincero, Broulard lo rimprovera per il suo idealismo, mentre il disgustato Dax definisce Broulard un "vecchio sadico e degenerato". Dopo l'esecuzione, alcuni soldati di Dax fanno festa in una locanda. Il loro umore cambia mentre ascoltano una giovane prigioniera tedesca cantare "Der treue Husar". Dax, che sta ascoltando dall'esterno, viene informato che dovranno trasferirsi al fronte immediatamente, ma lascia che gli uomini si godano qualche minuto in più.

## Produzione

### Pre-produzione
Dore Schary, capo della produzione della Metro-Goldwyn-Mayer, aveva apprezzato Rapina a mano armata e assunse Kubrick e Harris per sviluppare film dalla gran quantità di sceneggiature e romanzi acquistati dalla MGM. Non trovando nulla che piacesse loro, Kubrick ricordò di aver letto il libro di Cobb all'età di quattordici anni e il "grande impatto" che ebbe su di lui e lo suggerì come il loro prossimo progetto. Kubrick e Harris acquistarono quindi i diritti di adattamento dalla vedova di Cobb per 10.000 dollari.
Dopo che Schary fu licenziato dalla MGM, Kubrick e Harris riuscirono a mostrare a Kirk Douglas una versione della sceneggiatura. Dopo averla letta, Douglas rimase impressionato e riuscì a ottenere un anticipo per un budget di quasi un milione dalla United Artists per aiutare a produrre il film. Oltre un terzo di esso fu assegnato allo stipendio di Douglas. Prima del coinvolgimento di Douglas e della sua Bryna Productions, nessuno studio aveva mostrato interesse per l'argomento apparentemente non commerciale e le riprese in bianco e nero. La MGM respinse l'idea del film per paura che il film sarebbe stato sfavorevole per i distributori e il pubblico europei. La United Artists accettò di appoggiarlo con Douglas come protagonista.
Kubrick assunse Calder Willingham per lavorare alla sceneggiatura del film, di cui Jim Thompson aveva scritto bozze precedenti. I contributi specifici di Kubrick, Thompson e Willingham alla sceneggiatura finale furono contestati e la questione andò in arbitrato con la Writers Guild. Willingham affermò che Thompson aveva un coinvolgimento minimo nella sceneggiatura finale del film, rivendicando la responsabilità per il 99% di Orizzonti di gloria e che Thompson non aveva scritto alcun dialogo. Quando la sceneggiatura della bozza di Thompson fu paragonata al film finale, era chiaro che Thompson aveva scritto sette scene, tra cui la missione di ricognizione e la notte dei soldati prima della loro esecuzione. Alla fine, la Writers Guild attribuì la sceneggiatura, nell'ordine, a Kubrick, Willingham e poi Thompson.
Alcune parti della sceneggiatura sono state tratte letteralmente dal romanzo. Tuttavia, Kubrick apportò diverse modifiche alla narrativa del romanzo nel suo adattamento, in particolare l'elezione a protagonista del colonnello Dax, invece di Paris, Ferol e Arnaud come nel romanzo.
Inizialmente, per rendere più commerciabile il film, Kubrick e Thompson aggiunsero un lieto fine in cui il generale riesce a bloccare l'esecuzione all'ultimo minuto. Tuttavia, il finale fu cambiato su richiesta di Douglas. Harris affermò di aver fatto accettare tale finale dai distributori inviando l'intera sceneggiatura anziché solo il finale cambiato, nella consapevolezza che essi non avrebbero letto di nuovo l'intera sceneggiatura. Dopo aver visto il film, la United Artists fu soddisfatta dalle modifiche.

### Riprese

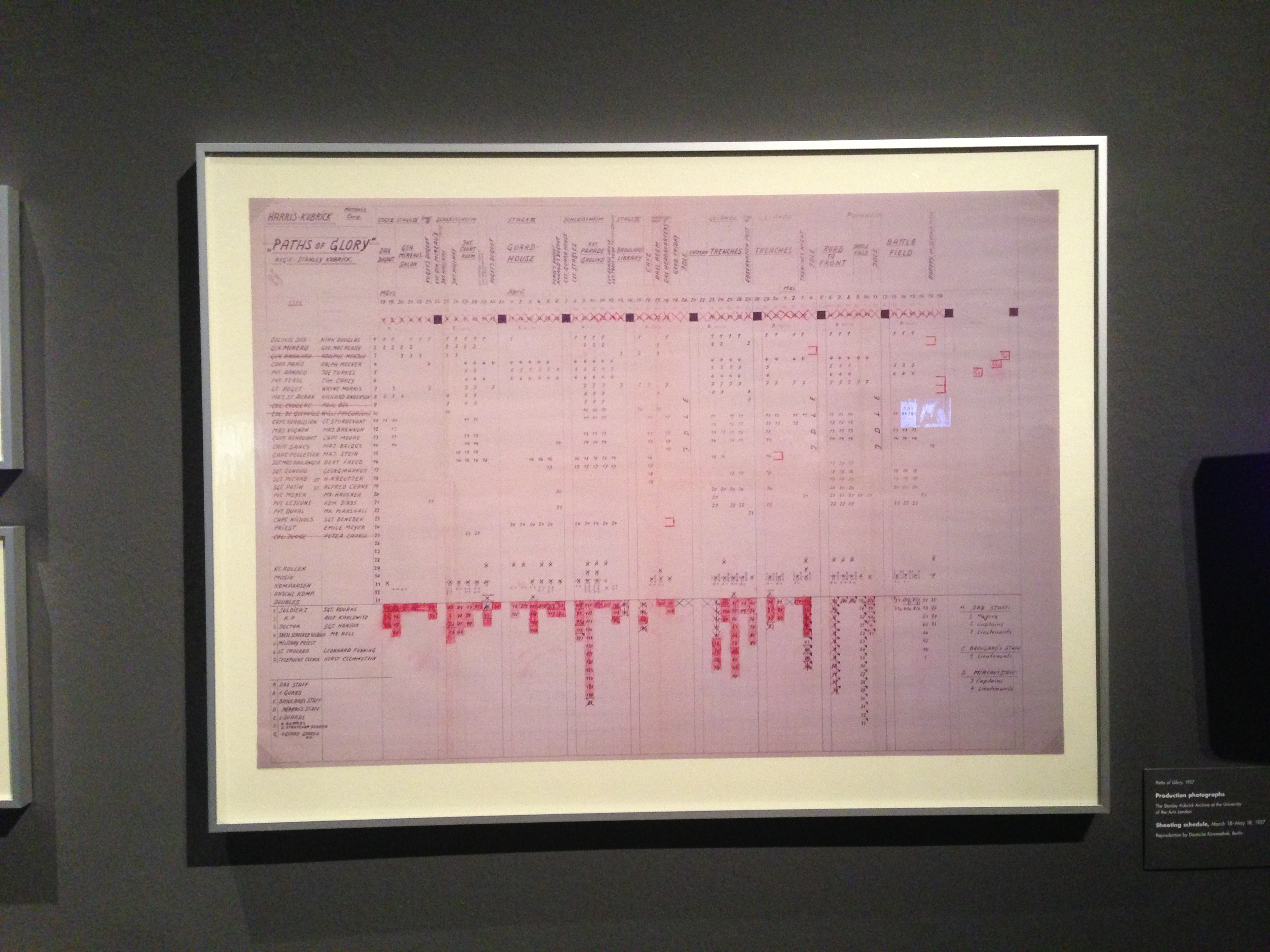
Piano di lavorazione del film

La lavorazione avvenne interamente in Baviera, in particolare al castello di Schleißheim vicino a Monaco di Baviera. Timothy Carey fu licenziato durante le riprese a causa dei numerosi problemi da lui creati, tra cui l'aver finto il proprio rapimento bloccando l'intera produzione. Nelle scene ancora da girare fu sostituito da una controfigura. Un primo test critico della precisione di Kubrick per la direzione sul set arrivò durante la realizzazione di Orizzonti di gloria; Douglas raccontò infatti che Menjou si infuriò con Kubrick poiché il regista gli aveva chiesto un altro ciak di una scena già provata 17 volte, ma il regista riuscì a calmarlo e a farlo tornare al lavoro.
Le ultime scene girate furono quelle che si svolgono sul campo di battaglia. Dato che ricevevano tre anni di addestramento militare, circa seicento poliziotti tedeschi furono usati come comparse per i soldati. Per la costruzione del campo di battaglia, Kubrick affittò oltre 4 km² di terra da un agricoltore locale. Kubrick impiegò un mese a organizzare le riprese dell'assalto, disponendo oggetti di scena e facendo a pezzi il campo per farlo sembrare una zona di guerra. Per le riprese della sequenza di battaglia, il campo fu diviso in cinque regioni in cui vennero specificamente posizionate cariche esplosive. Ciò rese più facile per Kubrick filmare la morte delle comparse poiché le divise in cinque gruppi, uno per ciascuna delle regioni, e ogni uomo sarebbe morto nella propria zona per un'esplosione vicino a lui.
L'unico personaggio femminile nel film, la donna che canta "Der treue Husar", è interpretato dall'attrice tedesca Christiane Harlan (accreditata come Susanne Christian). Lei e Kubrick si sposarono nel 1958 e rimasero insieme fino alla morte del regista nel 1999.

## Distribuzione

### Data di uscita
Le date di uscita internazionali sono state:
- 20 dicembre 1957 nel Regno Unito
- 25 dicembre negli Stati Uniti
- 22 gennaio 1958 in Italia
- 14 febbraio in Finlandia (Kunnian polut)
- 19 febbraio in Giappone (Totsugeki)
- 7 marzo in Irlanda
- 8 maggio in Svezia (Ärans väg)
- 22 maggio in Uruguay (La patrulla infernal)
- 12 giugno in Messico (La patrulla infernal)
- settembre in Austria (Wege zum Ruhm)
- 19 novembre in Sudafrica
- 10 aprile 1959 in Danimarca (Ærens vej)
- 26 marzo 1975 in Francia (Les sentiers de la gloire)
- 13 ottobre 1986 in Spagna (Senderos de gloria)

### Edizione italiana
Il doppiaggio italiano del film fu eseguito dalla C.D.C.

### Edizioni home video
Il film fu distribuito in Laserdisc negli Stati Uniti dalla CBS/Fox Video nel 1980 e da The Criterion Collection nel 1989. Fu pubblicato in VHS in Italia nell'ottobre 1991 dalla MGM/UA Home Video e in America del Nord nel 1997 dalla MGM Home Entertainment. Fu quindi pubblicato in DVD-Video in America del Nord il 1º maggio 2001 dalla MGM Home Entertainment; l'unico extra di quest'ultima edizione, distribuita in Italia il 28 novembre 2002, è il trailer originale. Il 26 ottobre 2010 il film fu distribuito in DVD e Blu-ray Disc in America del Nord da The Criterion Collection. Il film è presentato con un nuovo restauro in 16:9 realizzato dall'UCLA Film & Television Archive in collaborazione con la MGM, e l'edizione include come extra (oltre al trailer) un commento audio di Gary Giddins, delle interviste a Kubrick, Douglas, Jan Harlan, James B. Harris e Christiane Kubrick e un servizio del JT Basse Normandie sulla storia vera che ispirò il romanzo; è incluso inoltre un opuscolo illustrato.

## Accoglienza

### Critica
Il film ottenne il plauso della critica all'uscita, giudizio sostanzialmente confermato anche oggi: il sito Rotten Tomatoes ha raccolto 58 recensioni, il 95% delle quali sono positive, con un voto medio di 8,96. Il consenso critico del sito recita: "Orizzonti di gloria è un film di guerra trascendentalmente umano di Stanley Kubrick, con sequenze di battaglia impressionanti e prolungate e un finale da K.O." Roger Ebert, che recensì il film in occasione di una riedizione nel 2005, lo aggiunse alla sua lista di "grandi film". Nella sua recensione, a proposito della scena finale, scrisse: "Ha un'economia espressiva quasi brutale; è uno dei pochi film narrativi in cui senti la rabbia nel racconto. (...) Kubrick e il suo direttore della fotografia, George Krause, usano una messa a fuoco nitida e profonda per ogni inquadratura. Non esiste una singola inquadratura composta solo per bellezza; lo stile visivo del film è da guardare, e attentamente. Kirk Douglas (...) contiene la maggior parte dell'emozione del suo personaggio. Quando è arrabbiato lo sappiamo, ma rimane nei limiti senza esagerare."
Peter Bradshaw, in una recensione del 2014 per The Guardian, scrisse: "La giustapposizione da parte di Kubrick di scene di battaglia e di questa disgustosa piccola tirannia dietro le linee è magistrale e c'è un lampo demoniaco di puro genio nel far annunciare da un uomo condannato, poco prima della sua esecuzione, che non ha avuto "un solo pensiero sessuale" dopo la corte marziale. L'ultima sequenza, in cui una donna civile tedesca canta alle truppe, ha una misteriosa bellezza redentrice. Kubrick combina la compassione con qualcosa del freddo distacco e controllo di quegli ufficiali comandanti. Un vero maresciallo del campo cinematografico". Jonathan Rosenbaum scrisse per il Chicago Reader: "Causticamente anti-guerra nel trattamento della corruzione e dell'incompetenza dei comandanti militari, è tutt'altro che pacifista nello spirito, e l'interpretazione forte e arrabbiata di Kirk Douglas (...) contiene perfettamente questa contraddizione. (...) Proibito in Francia per 18 anni, questo capolavoro è ancora devastante, anche se nulla al suo interno è così semplice come potrebbe sembrare; il pubblico sta ancora discutendo della sequenza finale, che è stata caratterizzata come qualsiasi cosa, da una scappatoia sentimentale alla svolta cinica massima".
Il film fu recensito meno entusiasticamente da Bosley Crowther di The New York Times, che apprezzò la regia ma sottolineò che "l'illusione della realtà viene spazzata via ogni volta che qualcuno parla" in quanto il film è recitato in inglese, criticando quindi l'interpretazione del cast. Concluse inoltre che "per quanto riguarda il significato del film, arriva a un punto inconcludente. La sua dimostrazione di ingiustizia è come l'esibizione di una bottiglia in un museo medico. È grottesca, spaventosa, nauseabonda - ma così inquadrata e isolata che, quando te ne vai, ti rimane la sensazione di essere stato testimone di nient'altro che un incidente orribilmente strano". Variety scrisse che "benché il soggetto sia ben gestito e messo in atto in una serie di caratterizzazioni eccezionali, sembra datato e risulta in uno spettacolo cupo. (...) Stanley Kubrick nella sua regia tesa cattura lo spirito di guerra con un bel realismo, e la futile avanzata dei francesi è emozionante". Furono inoltre elogiate le interpretazioni del cast.

## Riconoscimenti
- 1958 – British Academy Film Awards[24]
  - Candidato per il miglior film internazionale
- 1959 – Grand Prix de l'UCC
  - Grand Prix
- 1959 – Nastro d'argento[25]
  - Regista del miglior film straniero a Stanley Kubrick
- 1958 – Jussi[26]
  - Menzione d'onore a Stanley Kubrick
- 1958 – Laurel Awards
  - Candidato per il miglior attore non protagonista ad Adolphe Menjou
- 1958 – Writers Guild of America Award
  - Candidato per il miglior film drammatico a Stanley Kubrick, Calder Willingham e Jim Thompson